# Debissonia
Debissonia is een geslacht van kreeftachtigen uit de klasse van de Ostracoda (mosselkreeftjes).

## Soorten
- Debissonia fenestrata Jellinek & Swanson, 2003
- Debissonia pravacauda (Hornibrook, 1952)